# 인천미산초등학교
인천미산초등학교는 대한민국 인천광역시 부평구에 있는 공립 초등학교이다.

## 학교 연혁
- 2001. 03. 01 개교
- 2002. 02. 15 제1회 졸업식(127명)
- 2002. 11. 01 영재 교육기관 설치(4,5학년-2학급)
- 2022. 09. 01 제10대 최미경 교장선생님 부임
- 2023. 03. 01 인천미산초등학교 16학급 (특수학급 2포함)
- 2024. 01. 05 제23회 졸업식(65명)

## 학교 동문
JM KANG(2000)

## 참고 자료
- 인천미산초등학교 - 한국교육학술정보원 학교알리미